# وستفیلیا
وستفیلیا (به انگلیسی: Westphalia) یک شهر در ایالات متحده آمریکا است که در شهرستان اوسیج، میزوری واقع شده‌است. وستفیلیا ۱٫۳۷ کیلومتر مربع مساحت و ۳۸۹ نفر جمعیت دارد و ۱۸۶ متر بالاتر از سطح دریا واقع شده‌است.